# Diocèse des Basses-Pyrénées
Cet article court présente un sujet plus développé dans : Diocèse de Bayonne, Ancien diocèse de Lescar et Ancien diocèse d'Oloron.
 (avril 2023).
Si vous disposez d'ouvrages ou d'articles de référence ou si vous connaissez des sites web de qualité traitant du thème abordé ici, merci de compléter l'article en donnant les références utiles à sa vérifiabilité et en les liant à la section « Notes et références ».
Le diocèse des Basses-Pyrénées est un ancien diocèse de l'Église constitutionnelle en France. Créé par la constitution civile du clergé de 1790, il est supprimé à la suite du concordat de 1801. Il couvrait le département des Basses-Pyrénées. Le siège épiscopal était Oloron-Sainte-Marie.